# Ruchomy zamek Hauru (powieść)
Ruchomy zamek Hauru (ang. Howl's Moving Castle) – brytyjska powieść fantasy dla dzieci autorstwa Diany Wynne Jones. Została wydana w 1986 przez Greenwillow Books of New York. Pierwsze polskie wydanie ukazało się w 2005 nakładem wydawnictwa Amber w tłumaczeniu Danuty Górskiej. Książka zajęła drugie miejsce w trakcie wręczania nagrody Boston Globe–Horn Book Award, a dwadzieścia lat później została nagrodzona Phoenix Award. Na jej podstawie stworzono pełnometrażowy film anime z 2004 pod tym samym tytułem, który był nominowany do Oscara w kategorii najlepszy film animowany.
To pierwsza część trylogii pod tytułem Zamek.

## Fabuła
18-letnia Sophie jest najstarszą z trzech sióstr. Po śmierci ojca jej macocha zatrudnia ją w sklepie z kapeluszami, który dziewczyna ma w przyszłości przejąć. Pewnego dnia Wiedźma z Pustkowia zamienia ją w staruszkę. Dziewczyna wyrusza w podróż i w ten sposób trafia do Ruchomego Zamku należącego do czarnoksiężnika Hauru.